# Małomice
Małomice (Duits: Mallmitz) is een stad in het Poolse woiwodschap Lebus, gelegen in de powiat Żagański. De oppervlakte bedraagt 5,2 km², het inwonertal 3671 (2005).

## Verkeer en vervoer
- Station Małomice